# 情報てれび 榮屋松本堂
『情報てれび 榮屋松本堂』（じょうほうてれび さかえやまつもとどう）は、2008年10月3日から2009年9月25日まで広島ホームテレビで毎週金曜日 9時55分 - 10時25分に放送されていた生活情報バラエティ番組。

## 概要
2008年9月まで同時間帯で放送されていた『生です!カッキン』の後継番組で、かつて同番組に出演していた松本裕見子と広島ホームテレビアナウンサーの榮真樹をメインに据えていた。
番組は毎回、広島県内の店やレジャー施設などからの中継（松本担当）とスタジオ（榮・小嶋沙耶香担当）との二元生放送を基本とし、広島の旬な情報・商品情報・レジャー情報・健康情報を解りやすく楽しく紹介していた。
番組の終了後、同時間帯では引き続き松本がメインを務める後継番組『マル得生てれび イチオシ。』（後の『イチオシ。』）がスタートした。同番組には榮は出演していない。

## 出演者
- 松本裕見子（広島ローカルタレント）
- 榮真樹（広島ホームテレビアナウンサー）
- 小嶋沙耶香（広島ホームテレビアナウンサー）
- 黒子（番組制作スタッフ 尾﨑）